# Xianfeng
Xianfeng —nom de naixement manxú: Aisin-Gioro I Ju, nom xinès: Aixin-Jueluo Yizhu, nom d'emperador i de regnat : Xianfeng, nom de temple: Qing Wenzong —(17 de juliol de 1831, Palau Imperial d'Estiu, Pequín, Xina - 22 d'agost de 1861, Jehol (actual Chengde) Xina), novè emperador de la dinastia Qing i setè emperador Qing que va governar sobre tota la Xina entre 1850 i 1861.
Yizhu tenia reputació de tenir bones capacitats en literatura i administració, fet que li va servir per que el seu pare es decidís per ell com a successor.
Va nàixer prematurament i sempre va tenir una salut delicada. A causa d'una caiguda d'un cavall en una cacera va quedar coix. Era sexualment molt actiu i va arribar a tenir 19 concubines.
Tenia molt interès pels temes artístics; era un bon pintor, componia melodies i lletres per a òperes, sabia tocar la flauta i el tambor.
Va morir el 22 d'agost de 1861 al Palau de Jehol a 230 km al nord-est de Pequín i fou enterrat a les Tombes Qing Orientals a 125 km de Pequín, al mausoleu de Dingling (tomba de la quietud o calma).

## Família
Era el quart fill de l'emperador Daoguang i de l'emperadriu Xiaoquancheng.
- Consorts:

1. Emperadriu Xiaodexian (孝德顯皇后薩克达氏).
2. Emperadriu Ci'an (慈安太后).
3. Emperadriu Cixi i posteriorment Noble Consort Yi 懿貴妃)
4. Consort Li, i Imperial posteriorment Noble Consort Zhuangjing (庄靜皇貴妃)
5. Imperial Noble Consort Duanke (端恪皇貴妃)
6. Noble Consort Mei (玫貴妃)
7. Noble Consort Wan (婉貴妃)
8. Consort Lu (璷妃)
9. Consort Ji (吉妃)
10. Consort Xi (禧妃)
11. Consort Qing (慶妃)
12. Concubina Imperial Yun (雲嬪)
13. Concubina Imperial Rong (容嬪) Concubine Shu (璹嬪) (d. 1874) of the Manchu Yehenara clan.
14. Concubina Imperial Yu (玉嬪)

- Fills:

1. Zaichun, (fill de l'emperadriu Cixi) que va ser l'emperador a la mort de Xianfeng amb el nom de Tongzhi .
2. Segon fill (1858) de Noble Consort Mei.
3. Princesa Kurun Rong'an (榮安固倫公主), filla de la Consort Zhuangjing.

1. Filla adoptiva: Princesa Kurun Rongshou (榮壽固倫公主).

## Regnat
El regnat de Xianfeng va estar marcat per un conjunt d'esdeveniment negatius, i per una situació econòmica desastrosa (cost de les guerres, males collites, etc.) en gran part heretada del seu pare l'emperador Daoguang i que com aquest va seguir sense entendre ni conèixer les actituds i pensaments dels occidentals. D'alguna forma va continuar amb el procés de decadència de la dinastia Qing.
Els fets negatius més significatius dels seu regnat es poden resumir en:
| ANY       | ESDEVENIMENT |
| --------- | --- |
| 1856-1860 | Segona Guerra de l'Opi, amb la invasió, saqueig i crema per part de les forces occidentals (anglesos i francesos) del Palau Imperial de Pequín, amb el conseqüent Tractat de Tianjin i la Convenció de Pequín |
| 1850-1864 | La rebel·lió dels Taiping |
| 1853-1868 | La rebel·lió de Nien al nord de la Xina (Anhui, Jiangsu, Henan i Shandong) |
| 1858-1860 | Pèrdua de part de Manxúria a mans de Rússia |
| 1855-1873 | Rebel·lió musulmana a Yunnan |